# Ancelle di Gesù-Maria
Le Ancelle di Gesù-Maria (in francese Servantes de Jésus-Marie; sigla S.J.M.) sono un istituto religioso femminile di diritto pontificio.

## Storia
La congregazione fu fondata il 10 dicembre 1894 a Masson dal sacerdote Alexis-Louis Mangin insieme con Éléonore Potvin.
Joseph-Thomas Duhamel, arcivescovo di Ottawa, accordò alle suore il privilegio dell'esposizione perpetua del Santissimo Sacramento nel 1902 e il 25 marzo 1904 concesse l'approvazione diocesana all'istituto.
L'istituto ricevette il pontificio decreto di lode il 27 novembre 1936.

## Attività e diffusione
Il fine dell'istituto è quello di onorare il Cuore di Gesù nell'eucaristia e nel sacerdozio.
La sede generalizia è a Gatineau.
Alla fine del 2015 l'istituto contava 47 religiose in una sola casa.